# 伏虎寺
伏虎寺、又称伏虎禅院、神龙堂、虎溪精舍，位于四川峨眉山山麓，与报国寺相近。

## 简介
该寺建于唐代，宋朝时为“神龙堂”。明朝被毁，清朝顺治八年重建，更名“虎溪精舍”，后因附近虎患，寺僧建尊胜幢以镇压，更名“伏虎寺”，康熙皇帝曾为伏虎寺题写的“离垢园”。该寺为典型汉传佛教建筑风格，中轴线上依次为山门、弥勒殿、菩提殿、大雄宝殿、五百罗汉堂、御书楼以及禅房、僧舍等。1935年，蒋介石曾在此训师。

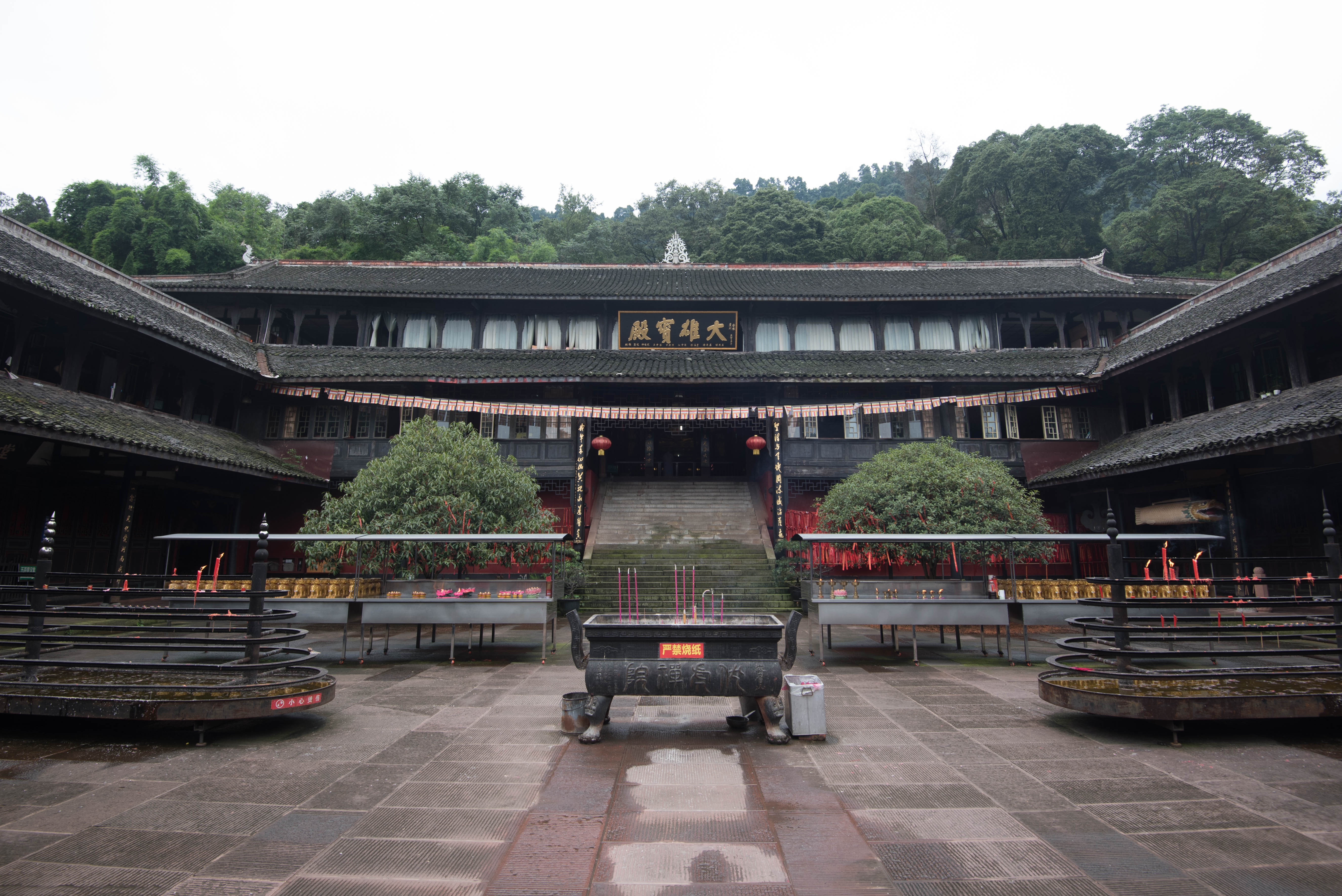
伏虎禅院大雄宝殿
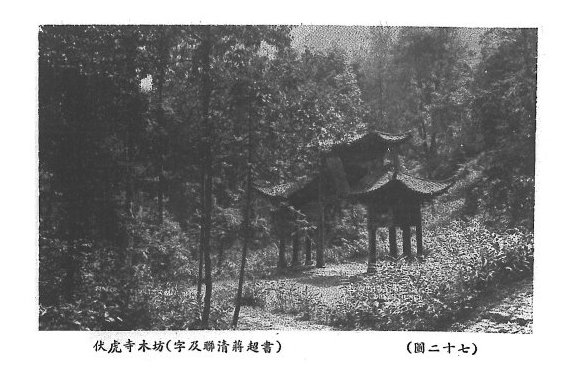
伏虎寺木坊
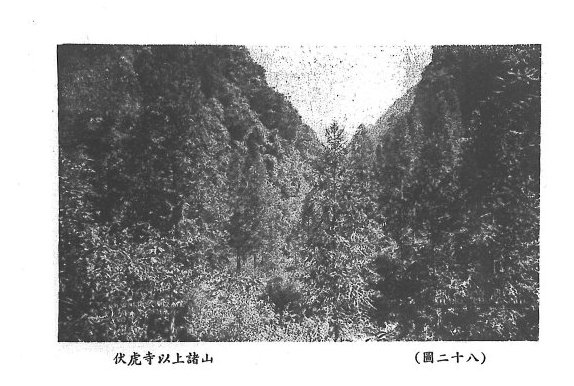
伏虎寺以上諸山